# Armenia en el Festival de la Canción de Eurovisión 2022
Armenia participó en el LXVI Festival de la Canción de Eurovisión, que se celebró en Turín, Italia del 10 al 14 de mayo de 2022, tras la victoria de Måneskin con la canción «Zitti e buoni». La Televisión Pública de Armenia (AMPTV), televisora encargada de la participación del país armenio en el festival, decidió utilizar un método de selección interna para elegir su representante en el festival eurovisivo. El 11 de marzo de 2022, fue anunciada a la artista Rosa Linn como la participante por Armenia en el Festival de Eurovisión. El 19 de marzo de 2022 se presentó su tema «Snap», una canción pop compuesta por ella misma junto a Larzz Principato, Jeremy Dusoulet, Allie Crystal, Tamar Kaprelian y Courtney Harrell.
Pasando completamente desapercibida por las casas de apuestas, Armenia concursó dentro de la primera semifinal, logrando avanzar a la gran final tras ubicarse en quinto lugar con 187 puntos. Cuatro días más tarde, Armenia finalizaría en el concurso en la vigésima posición con un total de 61 puntos: 40 del jurado profesional y 21 del televoto.

## Historia de Armenia en el Festival
Armenia es uno de los países que se unieron al concurso durante la primera década del siglo XXI, debutando en 2006. Desde entonces, ha participado ininterrumpidamente en 14 ocasiones, siendo sus mejores participaciones las de 2008 y 2014, cuando obtuvieron el cuarto lugar. Además, se clasificaron en el Top 10 en sus primeras 6 participaciones, quedando eliminados en semifinales solo en 2011, 2018 y 2019. Por lo tanto, es considerado uno de los países más exitosos dentro del festival.
En 2021, a pesar de confirmar su participación inicialmente, Armenia se retiró del concurso tras los problemas acaecidos en el país tras las Protestas en Armenia de 2020-2021 tras la segunda guerra del Alto Karabaj. La última participación armenia en el concurso fue en 2019, cuando Srbuk no clasificó a la final terminando en 16.ª posición con 49 puntos en la semifinal 2, con el tema «Walking Out».

## Representante para Eurovisión

### Elección Interna
Armenia se retiró, a falta de dos meses, de celebrarse del Festival de la Canción de Eurovisión 2021 tras la Crisis política y social acaecida en el país tras la derrota de Armenia en la segunda guerra del Alto Karabaj. En junio de 2021 comenzaron los rumores de parte de la delegación en la prensa local de su posible regreso al concurso en 2022. Finalmente, en octubre se confirmó su participación por parte de la AMPTV y su inclusión en la lista oficial de participantes. La AMPTV decidió utilizar un método de selección interna para elegir a su representante en Turín; siendo utilizados varios grupos focales tanto locales como internacionales compuestos por profesionales y aficionados del festival. Rumores por parte de la prensa apuntaron nombres como los de Athena Manoukian quien había sido seleccionada para representar el país en la edición de 2020 que se cancelaría por la pandemia de COVID-19, el ganador del Festival New Wave 2021 Saro Gevorgyan y la drag queen Kamil.
Durante febrero de 2022, el diario armenio Hraparak publicó que la cantante Rosa Linn ya habría seleccionada por la televisora armenia para participar en el festival eurovisivo. Sin embargo, un día después la propia televisora desmintió esta publicación afirmando que la decisión todavía no se había tomado. A principios de marzo, la prensa armenia reportó que la AMPTV se debatía entre dos artistas: Saro Gevorgyan con el tema «Wicked Strangers» y Rosa Linn con el tema «Snap». Finalmente el 11 de marzo se confirmó que la artista seleccionada había sido Rosa Linn con «Snap», un tema pop con reminenscias country compuesto por ella junto a Larzz Principato, Jeremy Dusoulet, Allie Crystal, Courtney Harrell y Tamar Kaprelian, este último participante por Armenia en 2015 como miembro de la banda Genealogy. El tema fue publicado junto a su videoclip oficial en el canal oficial de YouTube del festival el 19 de marzo. El 23 de marzo, en un video publicado en la red social TikTok por la cantante, Rosa Linn mencionó que originalmente la canción había sido enviada a la AMPTV para concursar en 2019; además declaró sobre su canción:

«Creo que todos hemos estado en un punto crítico, en el que parecía que no había salida y que el mundo entero se estaba desmoronando a tu alrededor. Empiezas a cuestionar todo, incluso a ti mismo. He estado ahí. Y de lo que me di cuenta fue que tenía la fuerza para dar forma a mi realidad: solo necesitaba salir de mi propio camino y encontrar la paz interior. [La canción] Se trata de amor propio y aceptar que eres suficiente. Escribir “Snap” fue una forma de terapia para mí y espero que pueda serlo para otras personas que también están pasando por momentos difíciles..»
Rosa Linn

## En Eurovisión
De acuerdo a las reglas del festival, todos los concursantes iniciaron desde las semifinales, a excepción del anfitrión (en este caso, Italia) y el Big Five compuesto por Alemania, España, Francia, la misma Italia y Reino Unido. En el sorteo realizado el 25 de enero de 2022, Armenia fue sorteada en la primera semifinal del festival. En este mismo sorteo, se determinó que participaría en la segunda mitad de la semifinal (posiciones 10-18). Semanas después, ya conocidos los artistas y sus respectivas canciones participantes, la producción del programa dio a conocer el orden de actuación, determinando que el país participaría en la decimoséptima y última posición, precedida por Noruega.
Los comentarios para Armenia corrieron tanto en televisión como en radio por parte de Garik Papoyan y Hrachuhi Utmazyan . Por su parte, el propio Papoyan fungió como portavoz de la votación del jurado profesional armenio.

### Semifinal 1
Rosa Linn tomó parte de los ensayos los días 1 y 5 de mayo así como de los ensayos generales con vestuario de la primera semifinal los días 9 y 10 de mayo. El ensayo general de la tarde del 9 fue tomado en cuenta por los jurados profesionales para emitir sus votos, que representaron el 50% de los puntos. Armenia se presentó en la posición 17, por delante de Noruega.
La actuación armenia fue conceptualizada por Marvin Dietmann junto a Dan Shipton. La actuación presentó a Rosa Linn actuando en una estructura que simulaba una casa hecha de papel. Durante la presentación, Rosa Linn quitó el papel de ciertos lugares de las paredes revelando algunas frases que cantaba de la canción. Previo al último estribillo, Rosa Linn quitó el papel de una pared frontal, revelando un gran agujero con el cual pasó al escenario a terminar de cantar la canción. La mayor parte de la actuación armenia estuvo cálidamente iluminada con luces LED doradas en el escenario.
Al final del show, Armenia fue anunciada como uno de los 10 países finalistas. Los resultados revelados una vez terminado el festival, posicionaron a Armenia en quinto lugar de la semifinal con un total de 187 puntos, habiendo obtenido la sexta posición del jurado profesional con 82 puntos (incluyendo la máxima puntuación de Austria) y el tercer lugar del televoto con 105 puntos (incluyendo la máxima puntuación de Francia). De esta forma se aseguró la primera final con presencia armenia desde 2017.

### Final
Durante la rueda de prensa de los ganadores de la primera semifinal, se realizó el sorteo en el que se decidió en que mitad participaría cada finalista. Armenia fue sorteada para participar en la primera mitad de la final (posiciones 1-13). El orden de actuación revelado durante la madrugada del viernes 13 de mayo, decidió que Armenia debía actuar en la posición 8 por delante de Noruega y detrás de Italia. Rosa Linn tomó parte de los ensayos generales con vestuario de la final los días 13 y 14 de mayo. El ensayo general de la tarde del 13 fue tomado en cuenta por los jurados profesionales para emitir sus votos, que representaron el 50% de los puntos.
Durante la votación, Armenia se colocó en 16.º lugar en la votación del jurado profesional con 40 puntos, recibiendo como máxima puntuación los 8 puntos de Italia. Posteriormente, se anunció su puntuación en la votación del televoto: 21 puntos ubicándose en la 17.ª posición. En la sumatoria final, Armenia se ubicó finalmente en la 20.ª posición con 61 puntos, convirtiéndose en el peor resultado para el país caucásico en una final.

### Votación

#### Puntuación a Armenia

##### Semifinal 1
| Jurado    | Jurado               | Jurado                            | Jurado                        | Jurado                                             |
| 12 puntos | 10 puntos            | 8 puntos                          | 7 puntos                      | 6 puntos                                           |
| --------- | -------------------- | --------------------------------- | ----------------------------- | -------------------------------------------------- |
| - Austria | - Ucrania            | - Bulgaria - Italia               | - Albania - Francia - Noruega | - Moldavia                                         |
| 5 puntos  | 4 puntos             | 3 puntos                          | 2 puntos                      | 1 punto                                            |
|           | - Países Bajos       | - Islandia - Portugal             | - Dinamarca - Letonia         | - Croacia - Eslovenia - Suiza                      |
| Televoto  |                      |                                   |                               |                                                    |
| 12 puntos | 10 puntos            | 8 puntos                          | 7 puntos                      | 6 puntos                                           |
| - Francia | - Bulgaria           | - Austria - Grecia - Países Bajos | - Albania - Italia - Moldavia | - Croacia - Dinamarca - Noruega - Portugal - Suiza |
| 5 puntos  | 4 puntos             | 3 puntos                          | 2 puntos                      | 1 punto                                            |
|           | - Letonia - Lituania | - Islandia                        | - Ucrania                     |                                                    |

##### Final
| Jurado               | Jurado              | Jurado   | Jurado             | Jurado                 |
| 12 puntos            | 10 puntos           | 8 puntos | 7 puntos           | 6 puntos               |
| -------------------- | ------------------- | -------- | ------------------ | ---------------------- |
|                      |                     | - Italia | - Francia          | - Austria              |
| 5 puntos             | 4 puntos            | 3 puntos | 2 puntos           | 1 punto                |
| - Bulgaria           | - Albania - Noruega |          | - Suecia - Ucrania | - Finlandia - Portugal |
| Televoto             |                     |          |                    |                        |
| 12 puntos            | 10 puntos           | 8 puntos | 7 puntos           | 6 puntos               |
|                      | - Georgia           |          |                    |                        |
| 5 puntos             | 4 puntos            | 3 puntos | 2 puntos           | 1 punto                |
| - Bulgaria - Francia |                     |          |                    | - Chipre               |

#### Votación realizada por Armenia
| Puntos    | Jurado       | Televoto     |
| --------- | ------------ | ------------ |
| 12 puntos | Países Bajos | Ucrania      |
| 10 puntos | Portugal     | Grecia       |
| 8 puntos  | Grecia       | Portugal     |
| 7 puntos  | Ucrania      | Lituania     |
| 6 puntos  | Noruega      | Moldavia     |
| 5 puntos  | Suiza        | Austria      |
| 4 puntos  | Croacia      | Países Bajos |
| 3 puntos  | Islandia     | Noruega      |
| 2 puntos  | Letonia      | Albania      |
| 1 punto   | Moldavia     | Suiza        |

| Puntos    | Jurado       | Televoto    |
| --------- | ------------ | ----------- |
| 12 puntos | España       | Estonia     |
| 10 puntos | Italia       | Ucrania     |
| 8 puntos  | Portugal     | España      |
| 7 puntos  | Francia      | Suecia      |
| 6 puntos  | Ucrania      | Serbia      |
| 5 puntos  | Suecia       | Moldavia    |
| 4 puntos  | Países Bajos | Portugal    |
| 3 puntos  | Estonia      | Grecia      |
| 2 puntos  | Grecia       | Lituania    |
| 1 punto   | Moldavia     | Reino Unido |

##### Desglose
El jurado armenio estuvo compuesto por:
- Amaras Vika
- Arshaluys Harutyunyan
- Erik
- Lilit Navasardyan
- Srbuk

| Semifinal 1 | Semifinal 1  | Semifinal 1                | Semifinal 1                | Semifinal 1                | Semifinal 1                | Semifinal 1                | Semifinal 1                | Semifinal 1                | Semifinal 1                | Semifinal 1                |
| N.º         | País         | Jurado                     | Jurado                     | Jurado                     | Jurado                     | Jurado                     | Jurado                     | Jurado                     | Televoto                   | Televoto                   |
| N.º         | País         | Jurado A                   | Jurado B                   | Jurado C                   | Jurado D                   | Jurado E                   | Ranking                    | Puntos                     | Ranking                    | Puntos                     |
| ----------- | ------------ | -------------------------- | -------------------------- | -------------------------- | -------------------------- | -------------------------- | -------------------------- | -------------------------- | -------------------------- | -------------------------- |
| 01          | Albania      | 12                         | 10                         | 16                         | 12                         | 15                         | 16                         |                            | 9                          | 2                          |
| 02          | Letonia      | 5                          | 16                         | 15                         | 8                          | 14                         | 9                          | 2                          | 16                         |                            |
| 03          | Lituania     | 10                         | 15                         | 14                         | 13                         | 10                         | 14                         |                            | 4                          | 7                          |
| 04          | Suiza        | 6                          | 8                          | 13                         | 5                          | 8                          | 6                          | 5                          | 10                         | 1                          |
| 05          | Eslovenia    | 11                         | 14                         | 12                         | 11                         | 9                          | 13                         |                            | 13                         |                            |
| 06          | Ucrania      | 4                          | 4                          | 4                          | 2                          | 5                          | 4                          | 7                          | 1                          | 12                         |
| 07          | Bulgaria     | 13                         | 6                          | 11                         | 14                         | 13                         | 12                         |                            | 14                         |                            |
| 08          | Países Bajos | 2                          | 3                          | 1                          | 4                          | 1                          | 1                          | 12                         | 7                          | 4                          |
| 09          | Moldavia     | 7                          | 12                         | 10                         | 10                         | 12                         | 10                         | 1                          | 5                          | 6                          |
| 10          | Portugal     | 1                          | 5                          | 3                          | 1                          | 3                          | 2                          | 10                         | 3                          | 8                          |
| 11          | Croacia      | 15                         | 7                          | 9                          | 6                          | 6                          | 7                          | 4                          | 11                         |                            |
| 12          | Dinamarca    | 16                         | 11                         | 8                          | 15                         | 16                         | 15                         |                            | 15                         |                            |
| 13          | Austria      | 14                         | 13                         | 7                          | 9                          | 11                         | 11                         |                            | 6                          | 5                          |
| 14          | Islandia     | 9                          | 9                          | 6                          | 16                         | 7                          | 8                          | 3                          | 12                         |                            |
| 15          | Grecia       | 3                          | 1                          | 5                          | 3                          | 2                          | 3                          | 8                          | 2                          | 10                         |
| 16          | Noruega      | 8                          | 2                          | 2                          | 7                          | 4                          | 5                          | 6                          | 8                          | 3                          |
| 17          | Armenia      | -------------------------- | -------------------------- | -------------------------- | -------------------------- | -------------------------- | -------------------------- | -------------------------- | -------------------------- | -------------------------- |

| Final | Final           | Final                      | Final                      | Final                      | Final                      | Final                      | Final                      | Final                      | Final                      | Final                      |
| N.º   | País            | Jurado                     | Jurado                     | Jurado                     | Jurado                     | Jurado                     | Jurado                     | Jurado                     | Televoto                   | Televoto                   |
| N.º   | País            | Jurado A                   | Jurado B                   | Jurado C                   | Jurado D                   | Jurado E                   | Ranking                    | Puntos                     | Ranking                    | Puntos                     |
| ----- | --------------- | -------------------------- | -------------------------- | -------------------------- | -------------------------- | -------------------------- | -------------------------- | -------------------------- | -------------------------- | -------------------------- |
| 01    | República Checa | 12                         | 9                          | 15                         | 13                         | 23                         | 14                         |                            | 22                         |                            |
| 02    | Rumania         | 21                         | 19                         | 9                          | 12                         | 10                         | 12                         |                            | 19                         |                            |
| 03    | Portugal        | 1                          | 13                         | 8                          | 3                          | 1                          | 3                          | 8                          | 7                          | 4                          |
| 04    | Finlandia       | 22                         | 16                         | 21                         | 21                         | 19                         | 23                         |                            | 11                         |                            |
| 05    | Suiza           | 18                         | 15                         | 13                         | 20                         | 11                         | 16                         |                            | 20                         |                            |
| 06    | Francia         | 9                          | 3                          | 4                          | 6                          | 9                          | 4                          | 7                          | 12                         |                            |
| 07    | Noruega         | 13                         | 18                         | 10                         | 7                          | 16                         | 11                         |                            | 17                         |                            |
| 08    | Armenia         | -------------------------- | -------------------------- | -------------------------- | -------------------------- | -------------------------- | -------------------------- | -------------------------- | -------------------------- | -------------------------- |
| 09    | Italia          | 2                          | 1                          | 2                          | 2                          | 3                          | 2                          | 10                         | 14                         |                            |
| 10    | España          | 3                          | 2                          | 1                          | 1                          | 2                          | 1                          | 12                         | 3                          | 8                          |
| 11    | Países Bajos    | 7                          | 7                          | 6                          | 4                          | 7                          | 7                          | 4                          | 15                         |                            |
| 12    | Ucrania         | 6                          | 11                         | 5                          | 5                          | 4                          | 5                          | 6                          | 2                          | 10                         |
| 13    | Alemania        | 23                         | 12                         | 16                         | 18                         | 12                         | 18                         |                            | 13                         |                            |
| 14    | Lituania        | 20                         | 14                         | 22                         | 19                         | 14                         | 20                         |                            | 9                          | 2                          |
| 15    | Azerbaiyán      | 24                         | 24                         | 24                         | 24                         | 24                         | 24                         |                            | 24                         |                            |
| 16    | Bélgica         | 19                         | 10                         | 20                         | 22                         | 13                         | 17                         |                            | 16                         |                            |
| 17    | Grecia          | 14                         | 6                          | 11                         | 8                          | 6                          | 9                          | 2                          | 8                          | 3                          |
| 18    | Islandia        | 16                         | 17                         | 23                         | 17                         | 22                         | 21                         |                            | 23                         |                            |
| 19    | Moldavia        | 15                         | 8                          | 14                         | 9                          | 8                          | 10                         | 1                          | 6                          | 5                          |
| 20    | Suecia          | 4                          | 4                          | 3                          | 14                         | 18                         | 6                          | 5                          | 4                          | 7                          |
| 21    | Australia       | 17                         | 20                         | 17                         | 23                         | 21                         | 22                         |                            | 21                         |                            |
| 22    | Reino Unido     | 8                          | 22                         | 19                         | 16                         | 15                         | 15                         |                            | 10                         | 1                          |
| 23    | Polonia         | 11                         | 23                         | 18                         | 15                         | 20                         | 19                         |                            | 18                         |                            |
| 24    | Serbia          | 10                         | 21                         | 12                         | 10                         | 17                         | 13                         |                            | 5                          | 6                          |
| 25    | Estonia         | 5                          | 5                          | 7                          | 11                         | 5                          | 8                          | 3                          | 1                          | 12                         |